# L'Emprise (film, 1924)
Pour les articles homonymes, voir Emprise.
Pour plus de détails, voir Fiche technique et Distribution.
L'Emprise est un film français réalisé par Henri Diamant-Berger, sorti en 1924. 

## Fiche technique
- Titre français : L'Emprise
- Réalisation : Henri Diamant-Berger
- Société de production : Les Films Diamant
- Distribution : Pathé Consortium Cinéma
- Pays d'origine :  France
- Format : Noir et blanc - 35 mm - 1,33:1 - Film muet
- Dates de sortie : 
  - France : 22 février 1924

## Distribution
- Pierre de Guingand : Roger Vernhes
- Pierrette Madd : Jacqueline Dubreuil
- Marguerite Moreno : Mme Dubreuil
- Louis Pré Fils : Marcel Daniès
- Henri Rollan : Pierre Dubreuil
- Marcel Vallée